# Zpověď zapomenutého
Zpověď zapomenutého je celovečerní hraný dokumentární film z roku 2015 režiséra Petra Václava.
Jedná se o biografický snímek o životě a díle českého skladatele Josefa Myslivečka založený na knize amerického muzikologa Daniela E. Freemana s názvem Josef Mysliveček, „Il Boemo“.
V spolupráci s dirigentem Václavem Luksem, uměleckým vedoucím souboru staré hudby Collegium 1704 od roku 2019 vznikal životopisný historický film na stejné téma s názvem Il Boemo, který měl premiéru na MFF v San Sebastiánu v roce 2022.
Dějem snímku Zpověď zapomenutého provádí coby vypravěč herec Karel Roden, který čte z osobních dopisů a deníků psaných skladatelem. Biografická předloha pojednávající o životě česko-italského skladatele Josefa Myslivečka získala v roce 2016 zlatou cenu (FIPA d'or) na Mezinárodní soutěži FIPA v Biarritzu a v témže roce byl oceněn cenou Trilobit 2016.
Podle Deníku „Film kombinuje záběry souboru Collegium 1704 ze zkoušek Myslivečkovy opery L'Olimpiade dirigované Luksem v letech 2012 a 2013 v pražském Národním divadle, kde skladatel pracoval, se záběry z archivů. Václav se za pomoci dopisů, hudby, atmosféry a krajiny rekonstruovat život muže, který byl talentovaným skladatelem a věčným tulákem bez zázemí, ale také milovníkem žen a požitků, což se mu nakonec stalo osudným. Film ilustruje Myslivečkovu životní cestu a imaginární pocity, sugestivně přednášené hlasem Karla Rodena.“
Zpověď zapomenutého navíc zachycuje období vzniku opery v Itálii.